# Tetragonula iridipennis
Tetragonula iridipennis – gatunek pszczoły bezżądłowej. Należy do grupy blisko spokrewnionych i bardzo podobnych morfologicznie gatunków. 

## Charakterystyka
Gatunek społeczny. Robotnice mierzą od 3,5 do 4 mm, samce od 2,5 do 4 mm, królowe ok. 6-8 mm. Gniazda są zakładane w ziemi, w pustych przestrzeniach wewnątrz konarów drzew, dziuplach, w skalnych szczelinach, a także w podobnych przestrzeniach w ścianach budynków. W gnieździe znajdują się komórki z czerwiem, a także komórki do gromadzenia miodu oraz pyłku. Przy budowie gniazda pszczoły używają żywic, które nie tylko spajają konstrukcję, ale mają również właściwości antybakteryjne i antywirusowe.

## Występowanie
Tetragonula iridipennis żyje w Azji Południowej. Stwierdzona została w Indiach, Nepalu i na Sri Lance. W Nepalu jest jedynym przedstawicielem swojego rodzaju.

## Znaczenie dla człowieka
Podobnie jak inne pszczoły bezżądłowe, T. iridipennis zapyla rośliny i w rejonach swojego występowania może odgrywać rolę w zapylaniu roślin uprawnych, np. ogórków. 

### T. iridipennisw Nepalu
W Nepalu wykorzystywana jest przez lokalną ludność na wiele sposobów. Produkowany przez nią miód i zbierany pyłek, a niekiedy także larwy, są tam używane do celów kulinarnych. Miód jest również stosowany do celów leczniczych, m.in. przy infekcjach oczu i wspomagająco do gojenia ran. Czerw uważany jest za środek wspomagający płodność i libido u mężczyzn. Żywice zbierane przez pszczoły i produkowany przez nie wosk są używane w garncarstwie i stolarstwie. W plemieniu Tharu gniazdowanie T. iridipennis w obejściu jest uważane za przynoszące szczęście. Mimo wielorakiego wykorzystywania gatunek ten nie jest w Nepalu chowany w sposób analogiczny do np. pszczoły miodnej, mimo że dzikie kolonie T. iridipennis bywają przenoszone bliżej domostw, a także mogą gniazdować w szczelinach samych domów. Pozyskanie produktów pszczelich od tego gatunku może się wiązać z jej zniszczeniem. 

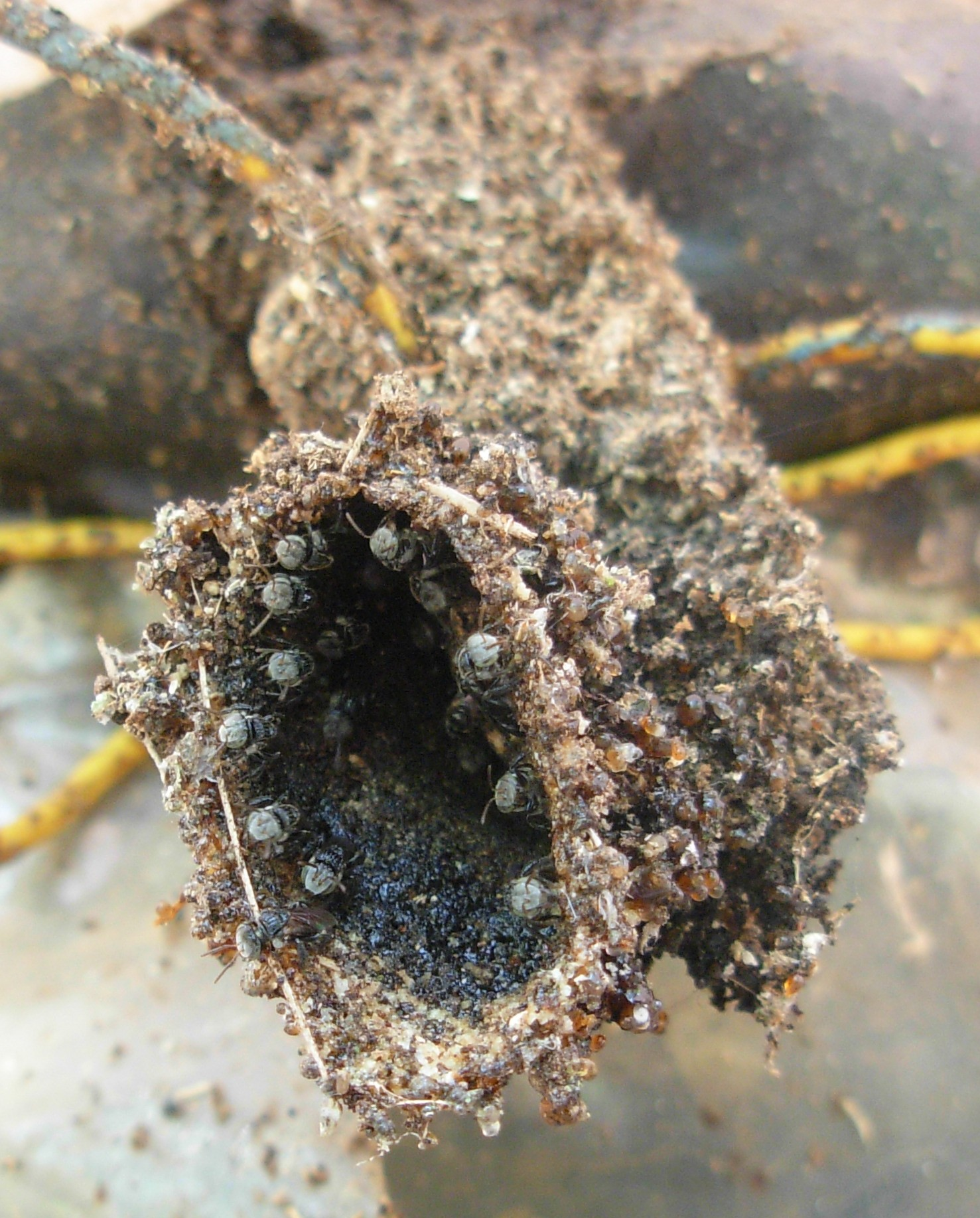
Gniazdo